# Гордон, Декстер
Декстер Гордон (англ. Dexter Gordon, 27 февраля 1923, Лос-Анджелес — 25 апреля 1990, Филадельфия) — американский джазовый саксофонист, актёр, композитор один из пионеров хард-бопа на тенор-саксофоне.

## Биография

### Семья, воспитание и образование
Декстер Гордон родился 27 февраля 1923 года в Лос-Анджелесе. Его отец, Фрэнк Гордон, был известным доктором, одним из первых афроамериканцев получивших высшее медицинское образование, и его пациентами были такие знаменитые музыканты, как Дюк Эллингтон и Лайонел Хэмптон. Мать Декстера, Гвендолин Бэйкер, была дочерью Капитана Эдварда Лее Бэйкера - одного из пяти афроамериканцев награждённых Медалью Почёта за выдащуюся храбрость в Испано-американской войне. В доме родителей Декстер часто видел известных музыкантов и актёров Голливуда. В 13 лет он начал учиться игре на кларнете, а в 15 лет стал учиться игре на саксофоне и достиг значительных успехов в силе и выразительности звука .

### Карьера в музыкальном бизнесе
Музыканты и продюсеры высоко оценили исполнительское мастерство Декстера Гордона, когда он ещё не достиг 20-летнего возраста. В молодые годы он уже играл в малых ансамблях и больших оркестрах и записывался в студиях с такими звёздами, как Луи Армстронг, Лайонел Хэмптон, Флетчер Хендерсон, Билли Экстайн и Нэт Кинг Коул. Некоторые из тех ранних записей на пластинках с участием молодого Декстера Гордона были в государственной программе радиопередач для американских войск и их союзников в годы Второй мировой войны.

### Карьера в кино
В кино Гордон начал сниматься в 1950 году, когда исполнил роль саксофониста в оркестре, который аккомпанирует таким звёздам, как Дорис Дэй и Кирк Дуглас в фильме Трубач. Своеобразной сенсацией в Европе стало исполнение роли саксофониста играющего музыкальный аккомпанемент для порнозвёзд в фильме датского режиссёра Ole Ege под названием «Порнография: мюзикл» (Pornografi – en musical (1971)), для которого Гордон написал оригинальную киномузыку. Фильм, в котором Гордон играет одну из главных ролей, был поначалу разрешён к ограниченному показу только в кинотеатрах стран Европы и стал более известен после распространения в видеоформатах VHS и DVD. В 1987 году Декстер Гордон был номинирован на премию Американской Киноакадемии за лучшую мужскую роль первого плана в фильме Около полуночи (англ. Round Midnight, 1986). Музыкальное творчество Гордона тесно связано и с его карьерой в кино, как композитора музыкального сопровождения в трёх кинофильмах и в качестве автора и исполнителя ранее записанного материала использованного в качестве саундтрека в десяти фильмах. Последней работой Гордона, как актёра кино была роль молчаливого пианиста по имени Роландо в фильме 1990 года Пробуждение.

### Вклад в музыкальную культуру

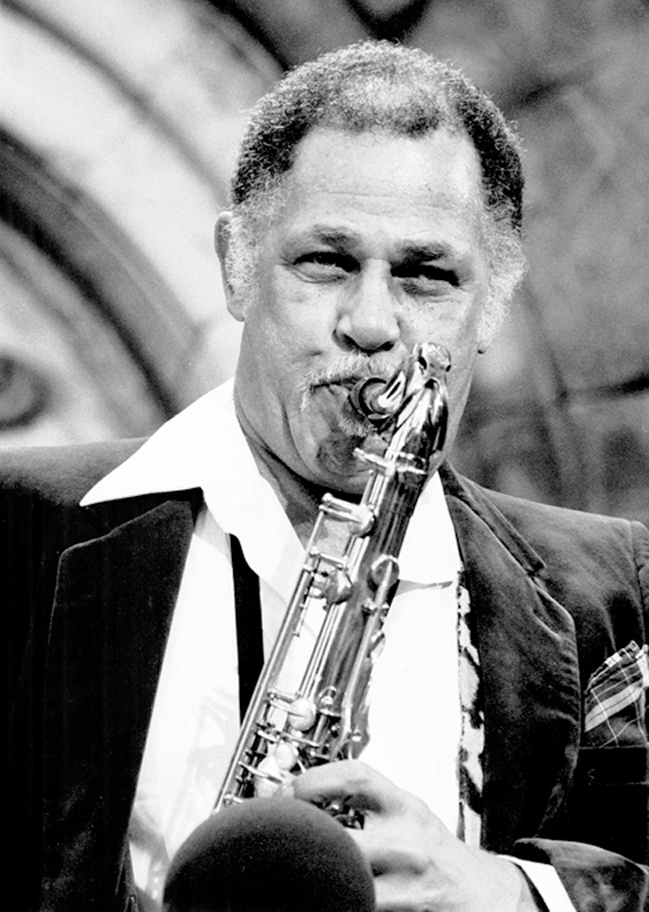
Декстер Гордон на Джазовом фестивале "Mountain Winery Jazz Festival", Саратога, Калифорния, 1981 год

Декстер Гордон является одной из самых влиятельных и почитаемых личностей в истории джаза. Трудно переоценить его вклад в создание классического образа солиста с саксофоном, в развитие яркой, манерной, мощной и полнозвучной игры, а также в развитие стилистической концепции для саксофона в целом и для тенор-саксофона в частности. За свою карьеру, которая продолжалась более 40 лет, Гордон прошёл эволюцию музыканта-солиста от традиционного и танцевального джаза 1930-х и 1940-х годов до экспериментов в стиле би-боп, хард-боп и свободных импровизаций, демонстрируя безупречную технику игры и яркую виртуозность. В 1960х и 1970х годах Гордон жил и работал в Лондоне, Париже и Копенгагене, где его постоянными партнёрами были известные американские экспаты Бад Пауэлл и Кенни Дреу, а также многие звёзды европейского джаза, такие, как Niels-Henning Ørsted Pedersen, выступления и записи с которыми вызвали особый интерес у слушателей и музыкальных критиков. В 1978 и 1980 годах Гордон был признан музыкантом года и его фото поместил на обложку американский музыкальный журнал DownBeat.
Рост Гордона составлял 198 см, за что его прозвали «Долговязым Декстером» (англ. Long Tall Dexter). Музыканты игравшие вместе с Гордоном отмечали его способность долго держать яркий сильный звук при исполнении продолжительных музыкальных фраз, что было возможно благодаря большому объёму его лёгких и виртуозному владению особой техникой дыхания. До середины 1960-х годов он играл на тенор-саксофоне Conn 10M 'Ladyface' с мундштуком Dukoff Hollywood B.D. 5*, затем перешёл на Selmer Mark VI и стал использовать мундштук Otto Link florida, что являлось стандартным комплектом многих джазовых тенор-саксофонистов того времени.
Он выступал вместе с такими знаменитыми музыкантами, как Лайонел Хэмптон, Тэд Демерон, Чарльз Мингус, Луи Армстронг, Билли Экстайн, Бен Уэбстер, Джонни Гриффин; в 1947 году в течение нескольких недель играл в оркестре Флетчера Хендерсона. Незадолго до смерти, Гордон исполнил партию саксофона в записи альбома "Берлин" Тони Беннетта.
Гордон вёл кочевую жизнь, и в 1970-е годы он на некоторое время поселился в Копенгагене (Дания), где в то время жила семья Ульрихов. Журналистская деятельность известного теннисиста Торбена Ульриха свела его с Декстером Гордоном. Они подружились, и когда родился Ларс Ульрих, Гордон согласился стать крёстным отцом новорождённого.

## Болезнь и смерть
Декстер Гордон был курильщиком и нередко употреблял наркотики. У него был обнаружен рак гортани и метастазирование злокачественной опухоли привело к почечной недостаточности, от которой он умер в возрасте 67 лет.